# Meilenstein (Alexisbad)

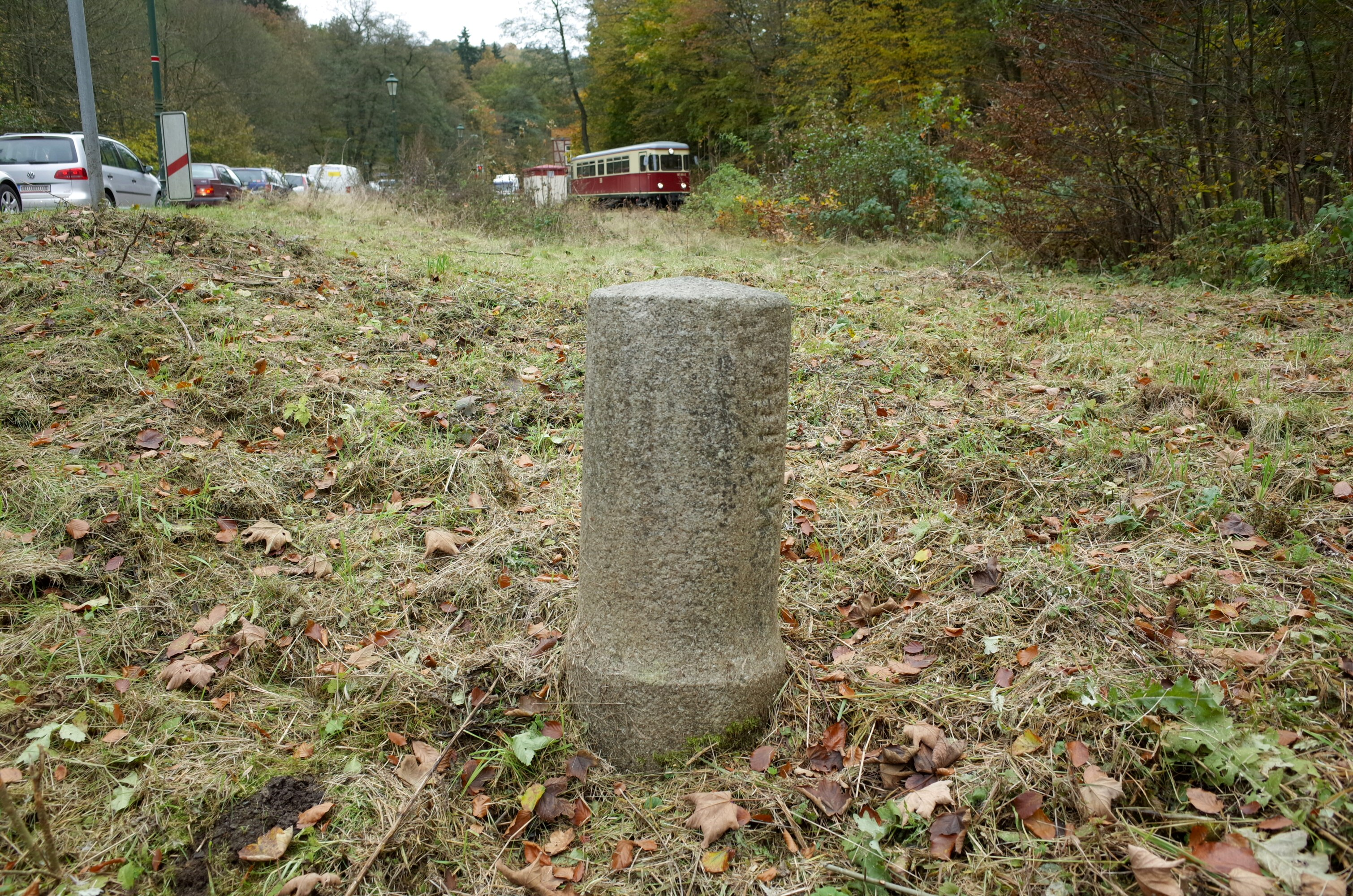
Meilenstein Alexisbad

Der Meilenstein bei Alexisbad ist ein denkmalgeschütztes Kleindenkmal in der Stadt Harzgerode im Landkreis Harz in Sachsen-Anhalt.

## Lage
Der Meilenstein befindet sich nördlich von Alexisbad zwischen der Bundesstraße 185 (hier Kreisstraße genannt) und der Selketalbahn nahe der Selkebrücke.

## Geschichte
Die anhaltischen Meilensteine sind mehrheitlich auf Dessau ausgerichtet und wurden in den frühen 1850er Jahren aufgestellt. Ihr Aussehen ist von den preußischen Rundsockelsteinen übernommen und auch die Entfernungsangaben sind seit den frühen 1840er Jahren identisch mit der preußischen Meile. Eine anhaltische Meile war somit ebenfalls 7,532 Kilometer lang. Während für Anhalt-Dessau und Anhalt-Köthen bisher keine Halbmeilensteine bekannt sind, sondern lediglich Ganzmeilensteine und Stationssteine, die die 1/100 Meile markierten, gibt es in Anhalt-Bernburg auch Steine wie den bei Alexisbad, der die Inschrift MEILE 12,50 trägt. Er gehört zur Chaussee von Ballenstedt nach Harzgerode und weiter nach Neudorf.
Da diese Entfernungsangabe in das System der anderen – heute allerdings teils sekundär aufgestellten – Steine passt, die in Ballenstedt (10-Meilen-Stein und 11-Meilen-Stein) und Neudorf (13-Meilen-Stein) zu finden sind, kann man recht sicher davon ausgehen, dass auch er früher eine Inschrift mit direkter Erwähnung Dessaus besaß, wie es bei diesen Stein noch heute der Fall ist. Der Halbmeilenstein von Alexisbad steht zudem recht genau 12,50 Meilen (94,15 Kilometer) von Dessau entfernt. Er steht unter Denkmalschutz und ist im Denkmalverzeichnis mit der Nummer 094 50377 registriert. Ein weiterer Halbmeilenstein befindet sich in Neudorf. Auch Viertelmeilensteine sind für Anhalt-Bernburg belegt.